# LVT
LVT（Landing Vehicle Tracked, ランディング・ヴィークル・トラック）は、第二次世界大戦中にアメリカ海軍と同海軍海兵隊が運用した水陸両用トラクター（Amphibious Tractor）。略称としてアンプトラック（AMPHTRACK）、アムトラック（AMTRAK）、アムトラク（AMTRAC）などがある。直訳で軌道式上陸車両になるが、日本でいう水陸両用装軌車にあたる。

## 開発
LVTは一般的に知られていた救出車に由来してアリゲーターと呼ばれた。1935年に湿地に阻害された地域の行動を目的としてドナルド・ローブリングによって元のアリゲーターを発展、機械化したアリゲーターが開発され、車両と船舶がより一体化した。その2年後、ローブリングは再設計を行って水上速度を改善したアリゲーターを完成させた。アメリカ海軍海兵隊は、ペート中佐らが研究していた戦争における水陸両用作戦のドクトリンとライフ誌の記事を通じてそういった車両に興味を持ち、軍事利用のための水上行動に向いた車種の開発をローブリングにもちかけた。海軍の要望を満たすため、多くの改修が行われた後、車両はLVTと名づけられた。FMCコーポレーションに200台が発注され、殺虫剤、スプレー、ポンプや農業具の生産がアリゲーターに置きかえられた。結果、同社の主要取引相手はアメリカ軍になった。現在、その部門はBAEシステムズのBAE システムズ・ランド・アンド・アーマメント（BAE Systems Land and Armaments）となっている。
車輌の設計を簡素化するため、LVTとその前身であるアリゲーターはスクリューのような水上専用の推進機構を持たなかった。その代わりに無限軌道の踏面に未舗装地での滑り止めを兼ねた水かき板を設け、無限軌道を陸上同様に動かせば外輪船の要領で漕行することができた。この水かき板の形状は段階的に改良されている。
最初のLVTは24名の乗員と2,000kg（4,500ポンド）の重量物を輸送することができた。当初、船から海岸へ補給物資の輸送を目的としていたため、装甲など防御力が欠如し、地質の堅い地形の場合はLVTとそのサスペンションは頼りにならなかった。間もなく海兵隊はLVTを攻撃性を備えた車両としての可能性を認めた。装甲は火力と共に改良され、スチュアート戦車シリーズ（M3軽戦車）の砲塔を搭載したLVT(A)-1、M8 75mm自走榴弾砲（スコット）の砲塔を搭載したLVT(A)-4などが採用された。これらは水陸両用戦車はアムタンク（AMTANKS）と呼ばれ、スチュアートの新型エンジンを搭載してサスペンションを改良することで陸上における機動力も改善された。
生産は終戦まで続けられ、18,621台のLVTが製造された。1940年代の終わりには一通りの試作車が作成、テストされたが、資金不足のため生産には至らなかった。海兵隊は新型が登場しないことが判明するとLVT-3とLVT(A)-5を近代化改修をほどこし、1950年代後半まで運用した。

## 戦歴
LVTは、ガダルカナル戦において後方支援に使用されたが、初めて上陸作戦に使用されたのはタラワ攻撃であった。タラワにおいて、LVTは珊瑚礁や浅瀬だらけの浜辺を乗り越え、輸送を成功することでその価値が証明された。上陸用舟艇であるヒギンズ・ボート（LCVP）は、喫水下1.2メートルの水深が必要であるため珊瑚礁で座礁し海岸到達できず、胸まで深さのある浅瀬かそれより深い海辺を徒歩で進まなければならなかったのと対照的な結果である。上陸用舟艇組は多数の犠牲者を出し、海岸にたどり着いたほとんどの者が小銃や無線機など装備のほとんどを失っていた。有用性が明らかになった一方で、投入された125台のLVTのうち80台以上が日本軍の砲火により損傷し、作戦終了時には稼動できるLVTは35台であり防御力の低さを露呈した。アリゲーターは構想どおりの働きを見せた一方で、より効果的な運用のため改良が必要である事も明らかになった。

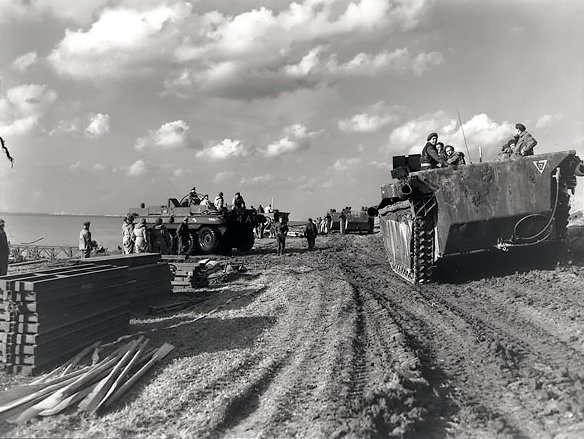
スヘルデ川を渡河したLVT（1944年10月13日）

タラワの経験を元に上陸用のLVTには標準化した増加装甲が用意された。そして、火力支援を提供するためにLVT(A)-1、AVT(A)-4などのアムタンクが開発された。後部機関銃を取り外してより大きい砲塔リングを採用し、75mm榴弾砲をオープントップ式に装備した。そのため、日本軍の歩兵からの攻撃に脆弱になったが火力支援には効果的だった。マリアナ諸島攻略に投入されたアムタンクは本来の上陸だけでなく、内陸でも使用された。
LVTが多数用意されたレイテ島上陸で9つのアムトラック部隊と2つのアムタンク部隊が配置された。上陸にあたって戦闘が起きなかったため、最も少ない活動の作戦だった。その後、1,000台以上のLVTが沖縄戦に投入された。
LVTのほとんどが太平洋における作戦で使用されたが、終戦間際にヨーロッパでも使用された。イギリス軍はバッファロー（Buffalo）と名づけ、スヘルデの戦いで連合軍が使用した。プランダー作戦においてポー川などいくつかの渡河に使用された。また、戦後もLVT-3Cと改良されたLVT(A)-5は朝鮮戦争でも使用され、フランス軍がアメリカから供与されたLVT-4とLVT(A)-4をベトナム戦争や第二次中東戦争で使用した。

## 運用国
- アメリカ合衆国
- イギリス
- フランス
- オーストラリア
- オランダ
- ニュージーランド
- フィリピン
- 中華民国
- ベトナム共和国

## バリエーション
LVT-1（1941年）
最初に採用されたモデル。水上速度6ノット、地上速度13.8ノット（12mph、26km/h）武装兵24名と支援火器に0.3インチ（7.62mm）ブローニング機関銃2門を搭載。装甲化はされておらず、タラワ上陸にあたって若干のLVTが9mmの増加装甲を添加したが防御力は期待できなかった。地質の堅くない砂浜での行動ならば制約を受けなかった。ほとんどの海兵隊がLVTの扱いについて訓練を受けていなかったためメンテナンスが十分ではなく故障が頻発し、稼働率はあまり高くなかった。1,225台が生産された。
LVT-2 "ウォーター・バッファロー"（1942年）/バッファロー II（イギリス軍）
M3A1戦車のエンジンとトーシラティック・サスペンションを採用。LVT-1と比較して堅い地形や不整地における行動能力が向上。2,962台が生産された。
LVT(A)-1（1942年・装甲化標準型）
火力支援用にLVT-2を元に37mm砲と6-12mmの装甲を施した型。後部機関銃2門とM3軽戦車の砲塔を搭載。
LVT(A)-2 "ウォーター・バッファロー"（1943年）
LVT-2を装甲化したタイプで兵員18名を輸送できた。450台が生産された。
LVT-4 "ウォーター・バッファロー"（1943年）/バッファロー IV（イギリス軍）
エンジンを前部に移し、大型ランプドアを後部にもつ。搭載兵が乗り降りする際によじ登る必要がなくなっただけでなく、貨物の積載もより効率的になった。一部の車両には増加装甲が取り付けられた。LVT最多生産数の8,351台が生産された。イギリス軍が運用したのは30mm砲や0.3インチ機関銃2門を装備した。
LVT(A)-3
LVT-4を装甲化したタイプ。生産されることはなかった。
LVT-4(F) "シー・サーペント"
イギリス陸軍向けに開発され、火炎放射器を搭載。
LVT-3 "ブッシュマスター"（1944年）
ボルグ・ワーナー・コーポレーションで開発され、LVT-4と同様にエンジンを側部に移してランプドアを後部に設置。増加装甲を装備した車両もあった。このタイプの初任務は1945年4月の沖縄戦であった。2,964台が生産された。
LVT(A)-4（1944年）
もう1つの火力支援タイプでM8の75mm砲と砲塔を搭載し、カナダのロンソン火炎放射器を搭載する場合もあった。0.5インチ（12.7mm）M2重機関銃を砲塔後部の砲架上に装備した。後期生産型は0.3インチ重機関銃2門に交換し、1門は主砲と同軸でもう1門は下方に設置された。このタイプは1,890台が生産された。
LVT(A)-5（1945年）
LVT(A)-4の砲塔を動力化し、主砲にジャイロ安定装置を追加したタイプ。1940年代後半には一部車両に対して装甲配置を変更する改修が加えられた。生産数は269台。
LVT-3C（1949年）
LVT-3の改良型。底面が装甲化され、船首部分を延長することで浮揚性を改善している。武装としては、銃塔と船首のボールマウントにそれぞれ0.3インチ機関銃を装備した。1,200台がLVT-3から改造された。
水陸両用装軌4トンGS（Amphibian, tracked, 4-ton GS、1944・45年）
LVT-4をベースにイギリスで開発された車両。少数生産にとどまった。
シーライオン
回収車型。
タートル
作業車型。

## ギャラリー

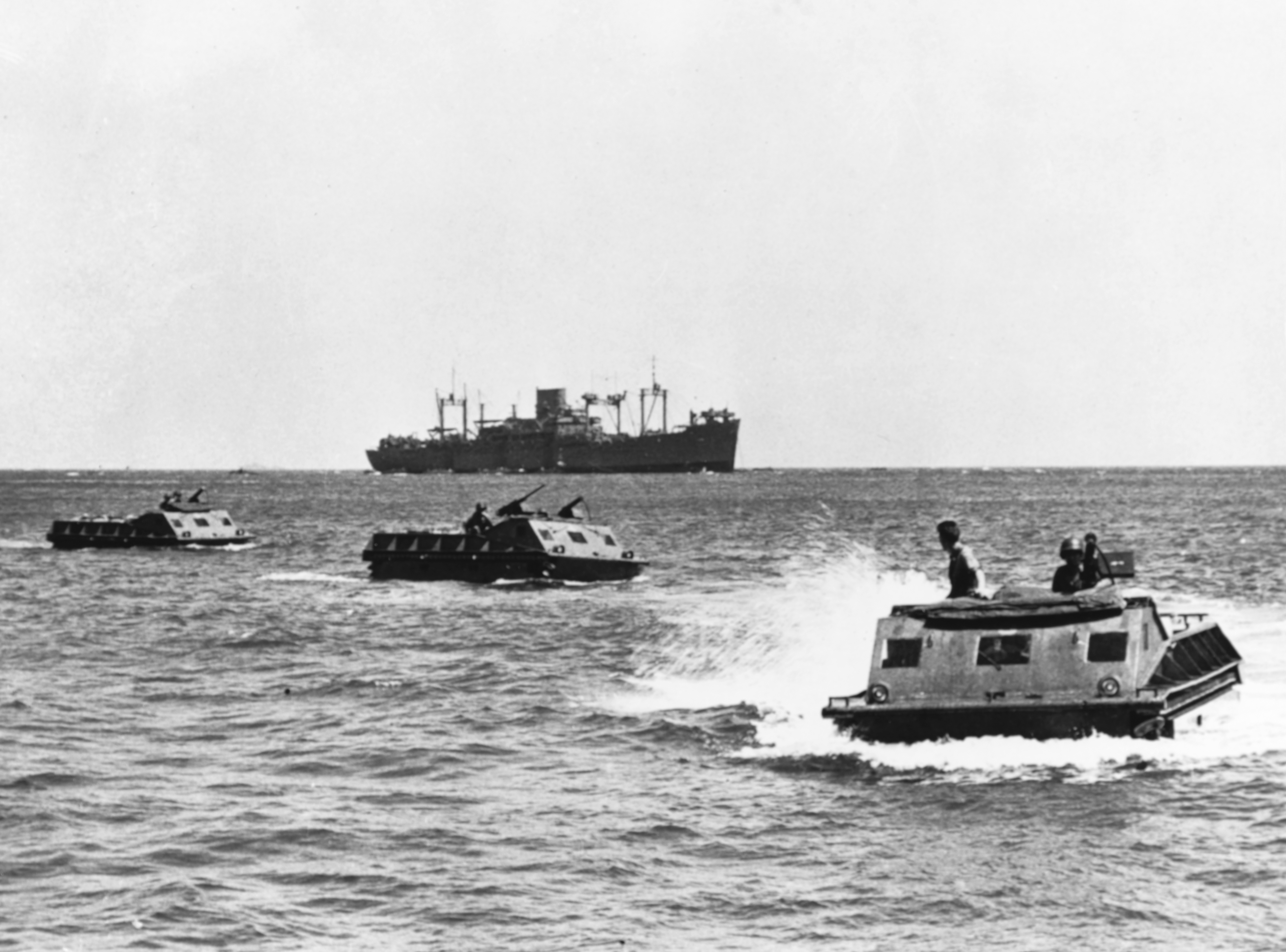
LVT-1 （ガダルカナル）
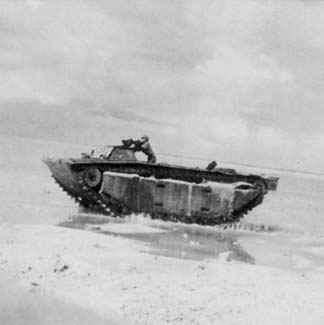
LVT-2 （1943年・タラワ）
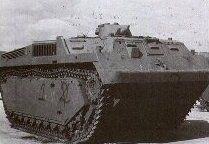
LVT-3C
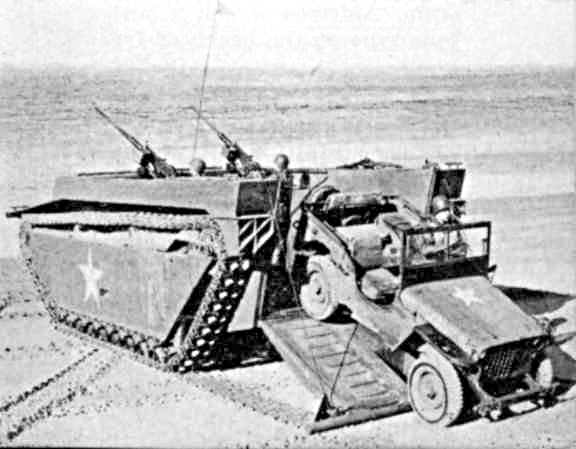
LVT-4

## 後継車両
LVTは、アメリカ軍における上陸作戦向けの水陸両用車両として評価を受け、同じコンセプトの水陸両用車両は第二次世界大戦後もアメリカ軍に採用され続けている。1950年代にLVTはLVTP-5とその派生型と交代していった。その後、代替にLVTP-7とその派生型、次いでLTVP-7を改修したAAV-7水陸両用強襲車が続いた。それらはフルモデルチェンジとして最初のLVTを製造したBAE システム ランド&アーマメントによって生産が行われた。

## 登場作品

### 映画・テレビドラマ
『地獄の戦場』
アメリカ海兵隊のLVT-3が登場。日本軍が占領している孤島への上陸作戦のため、海兵隊員たちを乗せて海岸に上陸する。
撮影には、アメリカ海兵隊の全面協力で実物が使用されている。
『ザ・パシフィック』
LVTが登場する。上陸作戦、負傷者輸送に使用された。

### ゲーム
『バトルフィールドV』
アメリカ軍の水陸両用戦車としてLVT(A)-1が「LVT」の名称で登場。
『War Thunder』
アメリカ陸ツリーのランクI初期車両としてLVT(A)(1)が登場する。2020年5月最新のMBT、M1A2 エイブラムスや対戦車ミサイル車両ADATSなどの最新現役車両を手に入れるには必ず使用する。他にはアメリカ陸ツリーにプレミア車両の中に２両登場。一両はイベント『War Thunder Winter Holiday』で手に入れられた LVT(A)(4) (ZiS-2)が登場。この車両はLVT(A)(4)にZiS-30と同じ砲を搭載した型。もう一両はLVT(A)(4)。こちらはイベント“Victory Day”で入手可能だった。バリエーションの解説の通りM8 75mm自走榴弾砲の砲塔を搭載した型である。